# Tutanchamun (Spiel)
Tutanchamun ist ein Brettspiel des deutschen Spieleautors Reiner Knizia, das 1993 bei Amigo erschien. Im Erscheinungsjahr wurde das Spiel auf die Auswahlliste des Spiel des Jahres aufgenommen und errang den zweiten Platz beim Deutschen Spielepreis. Das Spiel ist thematisch angesiedelt bei der archäologischen Entdeckung des Grabes des Tutanchamun; die Spieler versuchen, bei der Suche möglichst wertvolle Artefakte zu finden.

## Hintergrund und Spielmaterial
Tutanchamun ist ein Brettspiel mit einem variablen Spielplan, der vor jeder Runde aus einem Set von Schatzplättchen zusammengesetzt wird. Die Spieler versuchen auf der Suche nach der Grabkammer des Tutanchamun möglichst wertvolle Schatzplättchen zu bekommen und sich Mehrheiten an Schätzen mit mehreren Teilen zu sichern.
Das Spielmaterial besteht neben der Spielanleitung aus:
- einer Pharao-Tafel mit der Maske des Tutanchamun,
- einer dreidimensionalen Pyramide,
- 70 Schatzplättchen zu 15 verschiedenen Schatzarten,
- sechs Zugsteinen in sechs Spielerfarben,
- sechs Wertungssteinen in sechs Spielerfarben.

## Spielweise
Vor dem Spielstart wird die dreidimensionale Pyramide aufgebaut und das dreieckige Schatzplättchen mit der Maske des Tutanchamun an dieser platziert. Die Schatzplättchen werden gemischt und offen zu einem Weg bzw. einer Laufbahn ausgelegt, an deren Ende die Pyramide aufgestellt wird. Jeder Spieler wählt eine Spielerfarbe und platziert seinen Zugstein am Start der Laufbahn und seinen Wertungsstein auf einem festen und spielerzahlabhängigen Startfeld der Pharao-Tafel, die neben der Laufbahn ausgelegt wird.
Die Spieler spielen beginnend mit einem Startspieler im Uhrzeigersinn. Dabei besteht ein Spielzug aus jeweils drei Phasen. Zuerst bewegt der Spieler seinen Zugstein um soviele Schatzplättchen in Richtung Pyramide, wie er wünscht, und nimmt sich dann das dort liegende Schatzplättchen, das er offen in seine Auslage legt. Sobald er das Plättchen aufgenommen hat, wird kontrolliert, ob es sich um das letzte noch in der Laufbahn befindliche Schatzplättchen dieses Typs handelt. Ist dies der Fall, wird dieser Schatztyp abgerechnet, und der Spieler mit den meisten Plättchen dieses Typs bekommt die auf diesem aufgedruckte Punktezahl (1, 2, 4, 6 oder 8); der Spieler mit den zweitmeisten Plättchen dieses Typs bekommt die halbe Punktezahl. Dabei entspricht die Anzahl der verfügbaren Plättchen immer dem Wert des Schatztyps. Nach der Abrechnung werden alle Schatzplättchen abgeräumt, die sich hinter dem jeweils letzten Laufstein befinden. Auch dabei können Wertungen ausgelöst werden, wenn die jeweils letzten Plättchen eines Schatztyps abgeräumt werden.
Unter den Schatzplättchen gibt es drei Typen mit Sonderfunktionen:
- Goldmünzen: Nimmt ein Spieler die Goldmünzen, muss er sie einem anderen Spieler geben und darf diesem dafür eines seiner Plättchen abnehmen, von dessen Typ er jedoch ebenfalls mindestens eines besitzen muss. Der beraubte Spieler zieht mit seinem Wertungsstein als Entschädigung um ein Feld vor.
- Kanopen-Deckel: Ein Schatzplättchen mit einem Kanopen-Deckel kann von einem Spieler, der es besitzt, eingesetzt werden, um einen Gleichstand bei einer Wertung für sich zu entscheiden.
- Goldmaske: Die Goldmaske des Tutenchamun ist das letzte Schatzplättchen der Laufbahn. Es kann bei einer Wertung als beliebiges Schatzplättchen genutzt werden.

Die bei den Wertungen erhaltenen Punkte werden von den Spielern jeweils mit ihrem Wertungsstein auf der Pharao-Maske abgerechnet, wobei dort die Punkte heruntergezählt werden. Das Spiel endet, wenn der Wertungsstein eines Spielers nach einer Abrechnung das Gesichtsfeld der Pharao-Maske, die 0, erreicht. Dieser Spieler gewinnt das Spiel. Alternativ endet das Spiel, wenn alle Spieler das Ende des Laufpfads und die dort befindliche Pyramide erreicht haben. Sieger ist in diesem Fall der Spieler, dessen Wertungsstein sich am nächsten zum Gesicht der Maske befindet, also auf dem Feld mit der niedrigsten Zahl.

## Ausgaben und Rezeption
Tutanchamun wurde von dem deutschen Spieleautor Reiner Knizia entwickelt und erschien 1993 bei dem deutschen Verlag Amigo. Im selben Jahr wurde das Spiel auf die Auswahlliste des Spiel des Jahres aufgenommen und errang den zweiten Platz beim Deutschen Spielepreis. 1999 veröffentlichte Amigo das Spiel zusätzlich auf Französisch für den Spielemarkt in Frankreich. 2004 erschien eine lizenzierte Version bei dem amerikanischen Verlag Out of the Box Publishing.
Die Jury zum Spiel des Jahres beschrieb das Spiel 1993 wie folgt:

„Tutanchamun enthält überhaupt kein Glückselement. Alle Spieler haben die gleiche Ausgangslage, alle Informationen liegen völlig offen. Deshalb bleibt das Spiel bis zum Schluss spannend. Ein rundum gelungenes Spiel. Nur die Grafik lässt zu wünschen übrig.“

## Belege
1. 1 2 3 4 5 6   Offizielle Spielregeln für Tutanchamun, Amigo 1993.
2. 1 2  Versionen von Tutanchamun in der Spieledatenbank BoardGameGeek (englisch); abgerufen am 1. Mai 2020
3. 1 2  Tutanchamun in der Datenbank des Vereins Spiel des Jahres e.V.; abgerufen am 1. Mai 2020
4. ↑  Preisträger: Liste aller Preisträger zum Deutschen Spielepreis; abgerufen am 1. Mai 2020